# Jeux d'enfants
Jeux d'enfants (Kinderspelletjes) opus 22, is een muziekstuk van Georges Bizet. Het werd oorspronkelijk geschreven voor piano-vierhandig en naderhand werden er vijf van de 12 stukken georkestreerd. Dat gebeurde vrijwel gelijktijdig want toen Bizet de pianostukken in september 1871 aan uitgeverij Durand verkocht, was de orkestesuite ook al voltooid.
De 5-delige orkestsuite werd voor het eerst uitgevoerd in maart 1873. 
Het complete stuk bestaat uit de volgende delen:
1. L'escarpolette (de schommel)
2. La toupie (de tol)
3. La poupée (de pop)
4. Les chevaux de bois (paardjes van hout)
5. Le volant (het stuurwiel)
6. Trompette et tamboer (trompet en trommel)
7. Les bulles de savon (zeepbellen)
8. Les quatre coins (de vier hoeken)
9. Colin-Maillard (blindemannetje)
10. Saute-Mouton (kikkersprong)
11. Petit mari, petite femme (kleine man en kleine vrouw)
12. Le bal (het bal)

De nummers 6, 3, 2, 11 en 12 werden achtereenvolgens gebruikt voor de orkestsuite. De overgebleven delen werden later voor orkest bewerkt door Roy Douglas en Hershy Kay. In 1955 maakte George Balanchine de choreografie voor een ballet op de complete suite.